# Söchau
Söchau – gmina w Austrii, w kraju związkowym Styria, w powiecie Hartberg-Fürstenfeld. Liczy 1424 mieszkańców (1 stycznia 2015).